# Phytomyza yasumatsui
Phytomyza yasumatsui är en tvåvingeart som beskrevs av Mitsuhiro Sasakawa 1955. Phytomyza yasumatsui ingår i släktet Phytomyza och familjen minerarflugor. Inga underarter finns listade i Catalogue of Life.